# Келлер, Пётр Степанович
Пётр Степанович Келлер (20 ноября 1909, Ростов-на-Дону — 2 июля 1997, Ростов-на-Дону) — российский художник, живописец.

## Биография
Родился 20 ноября 1909 года в Ростове.
В 14 лет Келлер поступил в 1-ю советскую художественную школу, которой заведовал А. С. Чинёнов.
В 1930 году П. С. Келлер, А. И. Лактионов и Н. Е. Тимков поехали в Москву, где они познакомились с И. Э. Грабарем, М. В. Нестеровым, С. В. Малютиным. Известные художники и педагоги, просмотрев студенческие работы, дали рекомендации для продолжения учебы в Ленинградском государственном институте живописи, скульптуры и архитектуры им. И. Е. Репина (Академия художеств СССР), куда друзья и направились. В Ленинграде они пришли к И. И. Бродскому. Оказалось, что опоздали, набор студентов был уже завершен. Однако Бродский сверх набора взял к себе в мастерскую Александра Лактионова, а Николаю Тимкову и Петру Келлеру посоветовал приехать на следующий год.
Келлер остался в Ростове, женился и поступил работать в РОСТИЗО. Затем был хранителем отдела изобразительного искусства в Ростовском музее краеведения, который в это время располагался в здании бывшей Греческой церкви. Сейчас на этом месте находится театр кукол.
Во время оккупации Ростова с семьёй остался в городе. Когда в феврале 1943 года стало ясно, что советские войска войдут в город, Сергей Корольков, который хорошо знал Келлера, предложил уйти вместе с отступающими немецкими войсками. Петр Степанович отказался.
После освобождения Ростова-на-Дону Келлер был репрессирован, осужден на 10 лет. В 1953 году, после смерти Сталина, был освобожден. Жить в Ростове было запрещено, местом жительства для Келлера определили Семикаракорск. Затем художник перебрался в Новочеркасск.
С начала 1960-х и по 1973 год Петр Степанович преподавал в студии изобразительного искусства Дворца культуры завода Ростсельмаш, много работал творчески, активно выставлялся с живописными работами на областных зональных выставках.

## Работы находятся в собраниях
- Ростовский областной музей изобразительных искусств, Ростов-на-Дону.
- Музей современного изобразительного искусства на Дмитровской, Ростов-на-Дону.
- Ростовский областной музей краеведения, Ростов-на-Дону.
- Новочеркасский музей истории Донского казачества, Новочеркасск.
- Частные коллекции России, Франции, Великобритании, Германии, Венгрии.

## Персональные выставки
- 1993 — Персональная выставка. Государственный музей-усадьба «Архангельское».
- 2009 — «Петр Степанович Келлер. К 100-летию художника». М-галерея, Ростов-на-Дону.[2]
- 2009 — «П. С. Келлер». Галерея Два, Москва.

## Аукционы
- 1991 — Sotheby’s, Глазго, Шотландия.
- 1996 — Bonhams, 20-th Century Russian Paintings.
- 2008 — «СОВКОМ», Москва.
- 2009 — «СОВКОМ», Москва.